# 長鰭凡鯔
長鰭凡鯔，俗名豆仔魚、烏仔、烏仔魚、烏魚  ，為輻鰭魚綱鯔形目鯔科的其中一種。

## 分布
本魚分布於印度太平洋區，包括東非、南非、馬達加斯加、模里西斯、留尼旺、阿曼、斯里蘭卡、巴基斯坦、孟加拉、印度、日本、泰國、馬來西亞、緬甸、中國、台灣、柬埔寨、新加坡、越南、菲律賓、印尼、澳洲、新喀里多尼亞等海域。

## 深度
水深0至40公尺。

## 特徵
本魚體延長，前部近圓筒型，後部側扁。脂性眼瞼發達。唇薄不成瘤狀。背鰭硬棘4至5枚、背鰭軟條8枚；臀鰭硬棘2至3枚、臀鰭鰭條9枚。一縱列鱗片33至35枚。胸鰭黃色，基底上部具一暗藍色點。體長可長41公分。

## 生態
棲息在淺海與河口半鹹水交匯處。對環境之適應力強，屬「廣鹽性魚類」，在淡水、海水或半淡鹹水皆可存活。濾食性，吞食海底淤泥，以攝食底棲矽藻即有機碎屑，也時也食小型甲殼類。幼魚常出現於港灣及河口區索餌。

## 經濟利用
屬於高經濟價值的食用魚，但沒有烏魚那麼飽滿的卵，體型也較小。紅燒、煮湯均宜。